# Muraszentes
Muraszentes (korábban Szvetahócz, szlovénül: Satahovci, vendül Svetahovci) falu  Szlovéniában, Muravidéken, Pomurska régióban. Közigazgatásilag  Muraszombat városi községhez tartozik.

## Fekvése
Muraszombattól 3 km-re délnyugatra a Mura bal partján fekszik.

## Története
1365-ben "Zetekolcz" alakban említik először. Ekkor Széchy Péter fia Miklós dalmát-horvát bán és testvére Domonkos erdélyi püspök kapták királyi adományul illetve cserében a Borsod vármegyei Éleskőért, Miskolcért és tartozékaikért Felsőlendvát és tartozékait, mint a magban szakadt Amadéfi János birtokát. A település a későbbi századokon át is birtokában maradt a családnak. Az 1366-os beiktatás alkalmával részletesebben kerületenként is felsorolják az ide tartozó birtokokat, melyek között a falu "Zuethehouch in districtu Beelmura" alakban szerepel. A felsőlendvai uradalom belmurai kerületéhez tartozott. 1687-ben a Széchy család fiági kihalása után Kéry Ferencné Széchy Julianna grófnő a Szapáry családnak adta el, akik a 20. századig birtokolták.
Vályi András szerint " SVETAHÓCZ. Vas Várm. földgye jó, réttye, legelője hasznos, fája, szőleje is van."
Fényes Elek szerint " Szvetabócz, vindus falu, Vas vmegyében, a muraszombati uradalomban, ut. p. Radkersburg."
Vas vármegye monográfiája szerint " Mura-Szentes, 45 házzal és 283 vend lakossal. Vallásuk r. kath. és kevés ág. ev. Postája és távírója Muraszombat. A község a stájer határszélen fekszik."
A század második feléig Szvetahócz néven szerepelt a térképeken, majd magyarosították Szentes-re, utána Muraszentes-re. A nevét a faluban emelt Szentlélek-kápolna után kapta.
1910-ben 292, túlnyomórészt szlovén lakosa volt. A trianoni békeszerződésig Vas vármegye Muraszombati járásához tartozott. 1919-ben átmenetileg a Vendvidéki Köztársasághoz tartozott. Még ebben az évben a Szerb–Horvát–Szlovén Királysághoz csatolták, ami 1929-től Jugoszlávia nevet vette fel. 1941-ben átmeneti időre ismét Magyarországhoz tartozott, de 1945 után visszakerült jugoszláv fennhatóság alá. 1991 óta a független Szlovénia része. 2002-ben 310 lakosa volt.

## Nevezetességei
A Szentlélek tiszteletére szentelt kápolnája 1852-ben épült.